# Homoeocera sahacon
Homoeocera sahacon är en fjärilsart som beskrevs av Druce 1896. Homoeocera sahacon ingår i släktet Homoeocera och familjen björnspinnare. Inga underarter finns listade i Catalogue of Life.